# Куцорахос
Куцорахос или Куцорахо (на гръцки: Κουτσόρραχος, Κουτσόρραχο) е планина в Гревенско, Гърция.

## Описание
Куцорахос е ниска планина, разположена в северозападната част на Гревенско. Денивелацията от терена е около 300 m. Това е един от хълмистите краища на голямата верига Горуша, част от Северен Пинд, от която е отделена с прохода Трикорфос и срещуположно течащите потоци Цапурния, приток на Праморица и безименен приток на Гревенитикос.
Скалите ѝ са конгломерати и пясъчници.
Пътят, който свързва селищата Родия (Радовища, 860 m), Амигдалиес (Пикровеница, 850 m) и Агиос Георгиос (Чурхли, 800 m), минава близо до върха.
| Име                 | Име                       | Височина | Местоположение                                            |
| ------------------- | ------------------------- | -------- | --------------------------------------------------------- |
| Куцорахос, Куцорахо | Κουτσόρραχος, Κουτσόρραχο | 989 m    | СЗ над Амигдалиес (Пикровеница)                           |
| Профитис Илияс      | Προφήτης Ηλίας            | 960 m    | ИЮИ от Амигдалиес (Пикровеница) и ИСИ от Родия (Радовища) |
| Аладжа, Транорахи   | Τρανορράχη, Τρανή Αλατσά  | 980 m    | ССЗ над Амигдалиес (Пикровеница)                          |